# Zakir Khan
Zakir Khan (Hindi जाकिर खान; * 20. August 1987 in Indore) ist ein indischer Comedian.

## Leben
Er erlangte 2012 Bekanntheit durch seinen Sieg bei „India’s Best Stand Up“ beim indischen Ableger von Comedy Central. Mit „Haq Se Single“ (2017), „Kaksha Gyarvi“ (2018), „Tathastu“ (2022) und „Mannpasand“ (2023) hat er bisher vier einstündige Stand-up-Specials bei Amazon Prime Video veröffentlicht.
Im September 2017 war Khan zusammen mit Mallika Dua und Hussain Dalal einer der drei Mentoren der fünften Staffel von „The Great Indian Laughter Challenge“ auf, bei der Akshay Kumar als Juror fungierte. Er schrieb und spielte die Hauptrolle „Ronny Pathak“ in der 2018 veröffentlichten Amazon Prime-Webserie „Chacha Vidhayak Hain Humare“, die 2024 in die dritte Staffel ging. Zudem war er 2019 und 2022 einer der Juroren in der zweiten und dritten Staffel von Amazon Prime’s „Comicstaan“. Khan wirkte 2019 neben Bhuvan Bam in der ersten Folge der ersten Staffel von Amazon Prime’s „One Mic Stand“ mit. Das Format wurde 2021 unter dem gleichen Namen mit Tedros Teclebrhan in Deutschland adaptiert. Er war 2023 der erste indische Stand-Up-Comedian, der mit seinem Programm in der Londoner Royal Albert Hall und 2024 im New Yorker Madison Square Garden auftrat.

## Auszeichnungen
- 2019: Asian Academy Creative Awards in der Kategorie „Best Comedy Performance“ in Indien